# Трахтенберг, Мануэль
Мануэль Трахтенберг (англ. Manuel Trajtenberg; ивр. מנואל טרכטנברג‎; родился 21 сентября 1950, Кордова, Аргентина) — израильский экономист, профессор экономики Тель-Авивского университета, депутат кнессета 20-го созыва (в 2017 году ушёл из политики).

## Биография
Мануэль родился 21 сентября 1950 года в Кордове, Аргентина.
М. Трахтенберг в 1973 году получил степень бакалавра искусств по экономике и социологии с отличием, а в 1976 году получил степень магистра искусств по экономике в Еврейском университете в Иерусалиме. В 1984 году был удостоен степени доктора философии по экономике с отличием в Гарвардском университете.
Преподавательскую деятельность начал в качестве инструктора в Еврейском университете в Иерусалиме в 1975—1978 годах. Был преподавателем на экономическом факультете Гарвардского университета в 1980—1983 годах. Затем продолжил в качестве лектора в 1984—1991 годах, старшего лектора в 1991—1997 годах, ассоциированного профессора в 1997—2004 годах, полного профессора с 2004 года, исполняющего обязанности заведующего кафедрой в 2001 году, заведующий кафедрой в 2002—2004 годах в Школе экономики Эйтана Бергласа при Тель-Авивском университете.
М. Трахтенберг был приглашённым преподавателем в Гарвардском университете в 1985 году и в 1989—1990 годах, приглашённым сотрудником в Центре экономических и политических исследований при Стэнфордском университете в 1988 году и в 1999 году, приглашённым профессором на экономический факультет в 1993—1994 годах и в 2004 году, приглашённым сотрудником NBER в 2000 году, в 1986—1987 годах и в 1991 году. Был членом учёного совета в Немецком институте экономических исследований в 2006—2009 годах, членом Конференции по исследованию доходов и богатства с 2005 года, консультантом по политике развития инноваций и научных открытий Всемирного банка в 2005—2006 годах, директором Сапир форума в 2005—2006 годах, главой программы «Наука, технология и экономика» в Институте перспективных исследований в области науки и техники при Технионе в 1999—2006 годах, членом учёного совета Школы перспективных исследований Лучче в 2005—2006 годах, членом комитета Академического колледжа Тель-Авива-Яффо в 2004—2006 годах, сотрудником Канадского института перспективных исследований в 1998—2002 годах, директором Института экономических исследований Фоердера в 1991—1993 годах.
Был помощником редактора журналов The RAND Journal of Economics в 1995—2003 годах и «The Journal of Industrial Economics» в 2001—2005, The Review of Economics and Statistics в 1999—2003 годах и «The International Journal of Industrial Organization» в 1994—2000 годах, членом бюджетного комитета Тель-Авивского университета в 2003—2006 годах, членом совета директоров Eden Springs в 1998—2004 годах и BATM Advanced Communications в 1998—2001 годах, членом директората программы «Магнит» для поддержки конкурентоспособных технологий в Министерстве экономики Израиля в 1997—2000 годах, членом Национального совета по исследованию и развития в 1996—1997 годах, членом комитета по подготовке объединения руководящих принципов в Министерстве экономики Израиля в 1995 году.
М. Трахтенберг является помощником редактора журнала «The Journal of Technology Transfer» с 2002 года и «The Journal of Innovation and New Technology» с 1989 года, членом совета директоров Израильского института демократии с 2011 года, членом научного совета Rafael с 2009 года.
Семья
М. Трахтенберг женат на докторе Нади Бодо и у них родились трое детей.

## Награды
Мануэль Трахтенберг за свои достижения был отмечен:
- 1981 — стипендия Й. Шумпетера от Гарвардского университета;
- 1985 — стипендия американских исследователей от Информационного агентства США;
- 1987 — лучший учитель года от Тель-Авивского университета;
- 1990 — двухлетняя премия Шумпетера от Международного общества Йозефа Шумпетера за книгу «Экономический анализ инновационного продукта»;
- 1990 — приз Роберта Трупп Пайне от Издательства Гарвардского университета за книгу «Экономический анализ инновационного продукта»;
- 1991, 1994, 2005 — гранты от Национального научного фонда;
- 1995, 1996, 2005 — гранты от Американо-израильского двунационального научного фонда[англ.];
- 2003 — вошёл в лист топ-1000 самых цитируемый экономистов в 1990—2000 годах по версии М. Блауга.